# Diana cacciatrice (Falguière)
La Diana cacciatrice (Diane chasseresse), a volte citata semplicemente come Diana (Diane), è una scultura in marmo realizzata dallo scultore francese Alexandre Falguière nel 1882. L'opera è conservata al musée des Augustins di Tolosa, dove si trova anche il modello in gesso originale.

## Descrizione
(Gazette des beaux-arts, 1882, p. 499)
La statua ritrae Diana, la dea della caccia nella mitologia romana, come una ragazza nuda. Il suo braccio sinistro reggeva in origine un arco, oggi perduto, mentre quello destro è alzato, come se la dea avesse appena scoccato una freccia. La testa è leggermente inclinata e il suo sguardo dall'aria fiera sembra voler seguire il movimento della saetta. Come l'arco, anche la mezzaluna che le ornava i capelli è andata perduta quasi del tutto nella versione marmorea. Al Clark Art Institute di Williamstown, negli Stati Uniti d'America, è conservata una riduzione in bronzo della scultura nella quale sia l'arco che il diadema lunare sono integri. Esistono inoltre vari busti bronzei tratti da questa scultura, come quello conservato a Minneapolis.
La modella che posò per quest'opera era Juana Romani, una giovane ragazza italiana (allora quindicenne) che era giunta da poco a Parigi e che aveva iniziato a posare per le scuole d'arte della città.

## Accoglienza
Quando la scultura di marmo venne esposta al Salone, la grande esposizione artistica che si svolgeva annualmente a Parigi, furono mosse alcune critiche per alcune "imperfezioni corporee" nella figura di Diana, come i "piedi piatti" e le "gambe corte". In generale, l'opera veniva percepita come troppo naturalistica, come una scultura che si allontanava dai canoni estetici classicisti imposti dall'arte accademica francese, e un critico affermò che le qualità tecniche dell'opera nascondevano poco la "volgarità di certi dettagli della modella".

## Galleria d'immagini

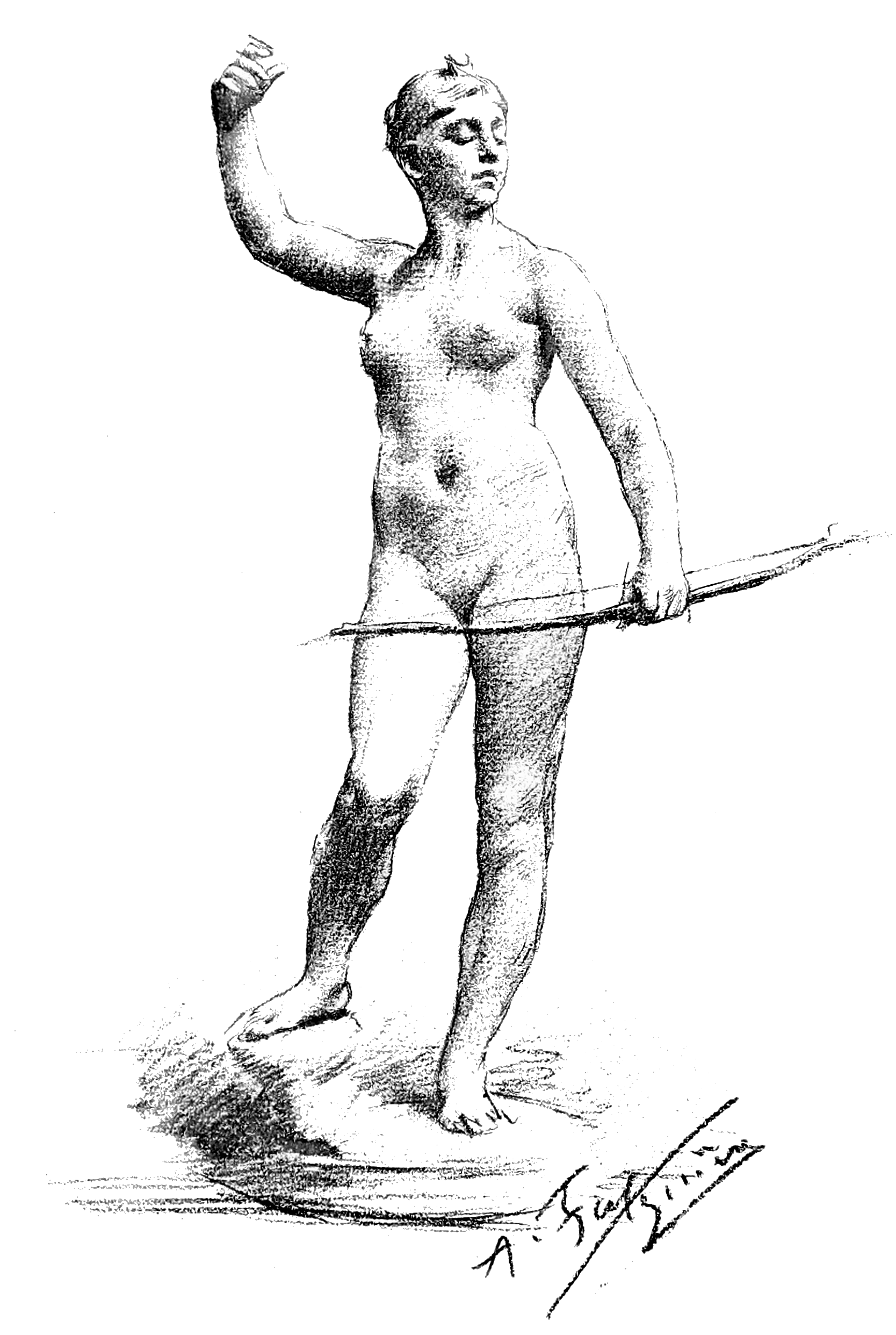
Un'incisione che mostra l'aspetto originale dell'opera.
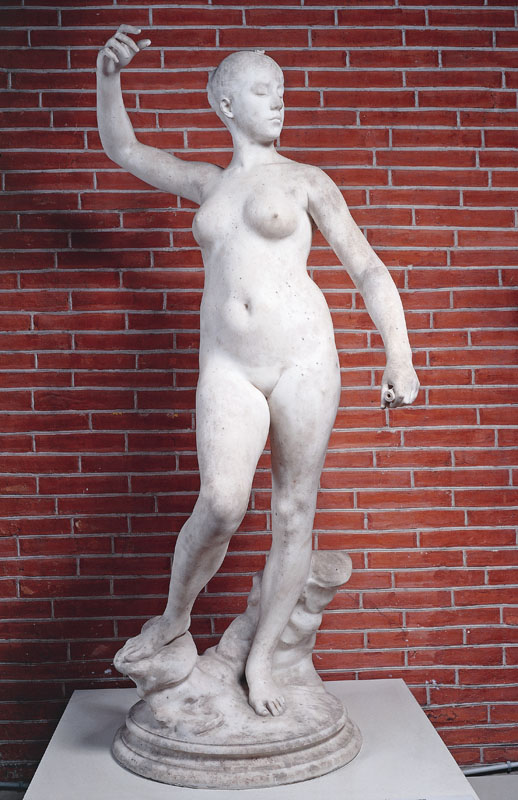
Il modello originale in gesso della Diana, conservato a Tolosa.
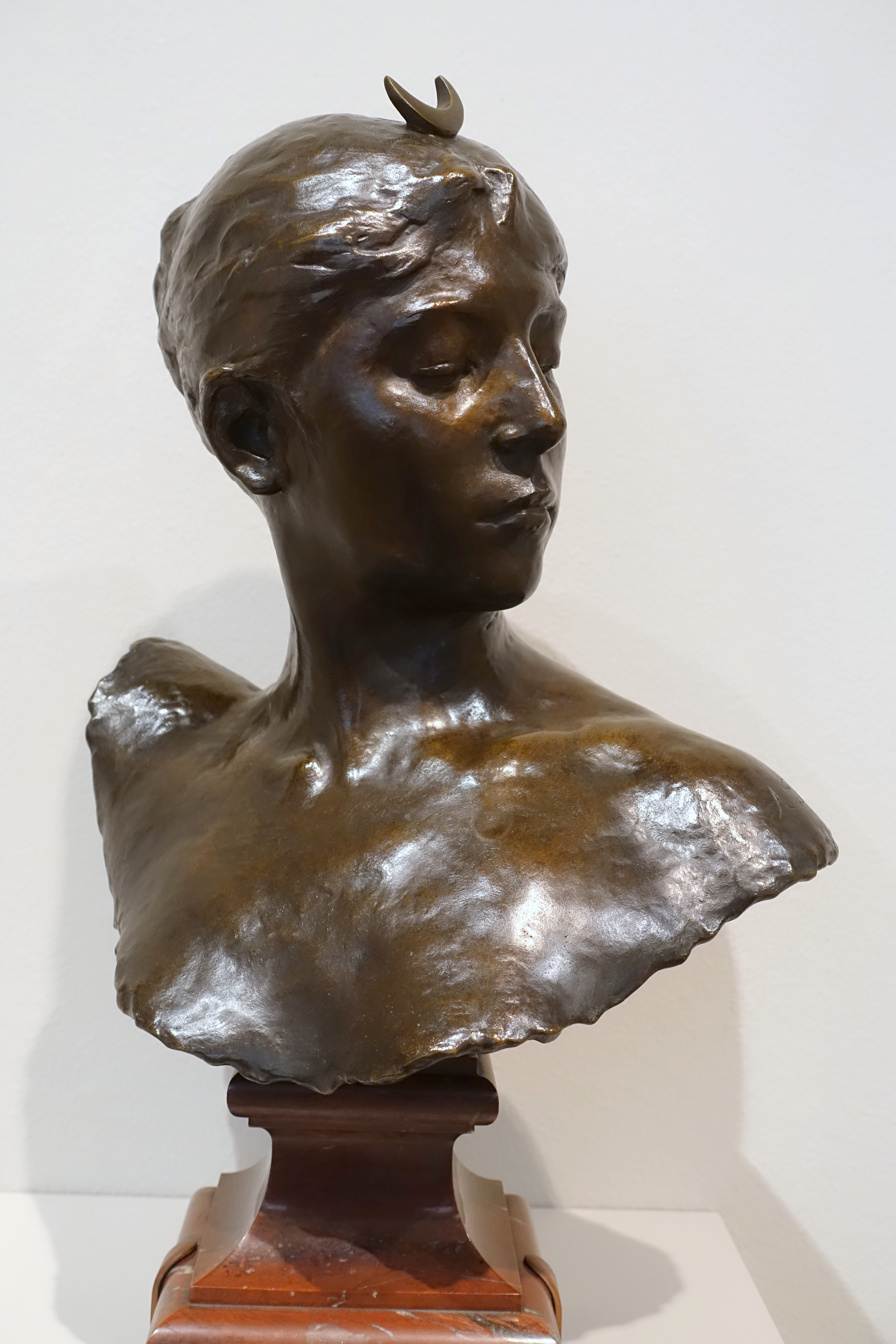
Un busto in bronzo della Diana, conservato a Dallas.